# Smithfield, Virginia
Smithfield är en ort i Isle of Wight County i delstaten Virginia, USA.